# Lijst van beelden in Mill en Sint Hubert
Dit is een (onvolledige) chronologische lijst van beelden in Mill en Sint Hubert. Onder een beeld wordt hier verstaan elk driedimensionaal kunstwerk in de openbare ruimte van de Nederlandse gemeente Mill en Sint Hubert, waarbij beeld wordt gebruikt als verzamelbegrip voor sculpturen, standbeelden, installaties, gedenktekens en overige beeldhouwwerken.
Voor een volledig overzicht van de beschikbare afbeeldingen zie: Beelden in Mill en Sint Hubert op Wikimedia Commons.
| Geplaatst | Omschrijving                                                     | Kunstenaar          | Straat | Plaats      | Materiaal      | Afbeelding |
| --------- | ---------------------------------------------------------------- | ------------------- | --- | ----------- | -------------- | ---------- |
| 1920      | Heilig Hartbeeld                                                 | onbekend            | Kerkpad (op de hoek met de Pastoor Jacobsstraat)                                                                                              | Sint Hubert |                |            |
| 1940      | gedenksteen wederopbouwboerderij                                 | onbekend            | Bakhuisweg | Mill        |                |            |
| ca. 1945  | Calvariegroep                                                    | onbekend            | Hoogstraat (in de Acaciahof) | Mill        |                |            |
| 1949      | oorlogsmonument                                                  | Peter Roovers       | Hoogstraat (in de Acaciahof) (in 2017 verplaatst vanaf de oorspronkelijke locatie aan de Langenboomseweg bij de brug over het Defensiekanaal) | Mill        | keramisch      |            |
| 1950      | beeldje Maria                                                    | Kees Bastiaans      | Dominicanenstraat (in het kapelletje op de hoek met de Zuid Carolinaweg)                                                                      | Langenboom  |                |            |
| 1957      | Indië-monument                                                   | Manus Evers         | Kerkstraat (op de muur van het gemeentehuis)                                                                                                  | Mill        | hardsteen      |            |
| 1968      | gevelsteen Het Anker                                             | onbekend            | Karstraat (op de muur van het voormalige zwembad Het Anker)                                                                                   | Mill        | steen          |            |
| 1985      | De kerk, de gemeenschap, de eenheid                              |                     | St. Josephplein | Wilbertoord |                |            |
| 1985      | Tornadotuin                                                      | Judith Mestriner    | Dominicanenstraat (voor het klooster) | Langenboom  | struiken       |            |
| 1992      | onbekend                                                         | Renée van Leusden   | Oranjeboomstraat (naast het gemeentehuis - niet meer aanwezig)                                                                                | Mill        |                |            |
| 1994      | De IJzerbroekwerker                                              | Marian van Puyvelde | Kerkpad (achter de Hubertus en Barbarakerk)                                                                                                   | Sint Hubert | brons          |            |
| 1994      | Boodschappen                                                     | Gerard Brouwer      | Jachthoornstraat (in het plantsoen op de hoek met de Sint Hubertse Binnenweg)                                                                 | Sint Hubert |                |            |
| 1995      | Kangoeroemonument                                                | onbekend            | Langenboomseweg | Mill        |                |            |
| 1995      | De Turfstéker                                                    | onbekend            | St. Josephplein | Wilbertoord | brons          |            |
| 2003      | Maria                                                            | onbekend            | hoek Wethouder Lemmenstraat en Voordijk (in kapel)                                                                                            | Sint Hubert |                |            |
| 2003      | Monument voor Nederlandse Militairen                             | Cees Braat          | Dellenweg, op de hoek met de Zeelandsedijk | Langenboom  | beton en brons |            |
| 2007      | Maria met kind                                                   | onbekend            | hoek Kammerbergweg-Campagnelaan (in de Mariakapel)                                                                                            | Langenboom  |                |            |
| 2007      | Maria met kind                                                   | onbekend            | Kampweg (in de Mariakapel) | Mill        |                |            |
| ca. 2008  | onbekend                                                         | Juul Baltussen      | Wanroijseweg (voor het gebouw van Nici Koffieautomaten)                                                                                       | Mill        |                |            |
| 2010      | De katten                                                        | Kees Bastiaans      | Kerkstraat (op de muur van het gemeentehuis)                                                                                                  | Mill        |                |            |
| 2012      | De Twist                                                         | Jeroen Veenstra     | hoek Vorleweg-Parallelweg (op het spoor) | Mill        |                |            |
| 2017      | Mariabeeld                                                       | onbekend            | Hoogstraat (in de Mariakapel in de Acaciahof)                                                                                                 | Mill        |                |            |
| 2018      | Dorpskracht                                                      | Karin Colen         | Markt | Mill        |                |            |
|           | beeld van Sint Willibrordus                                      | onbekend            | Burgemeester Verstraatenlaan (naast de kerk)                                                                                                  | Mill        | steen          |            |
|           | beelden van de Heilige Familie                                   | onbekend            | Dominicanenstraat (op de voorgevel van de Heilige Familie kerk)                                                                               | Langenboom  | steen          |            |
|           | beeld van Christus aan het kruis (geschonken door Tien Hogenhof) | onbekend            | Wanroijseweg (op de begraafplaats) | Mill        |                |            |
|           | fontein De Bron van Leven                                        | onbekend            | Kerkpad (achter de Hubertus en Barbarakerk)                                                                                                   | Sint Hubert |                |            |
|           | glas-in-loodraam                                                 | onbekend            | Wanroijseweg (voormalige Van Hout fabriek) | Mill        |                |            |
|           | gedenksteen                                                      |                     | Tongelaar (op de binnenplaats van kasteel Tongelaar)                                                                                          | Mill        | steen          |            |
|           | 1-3 RI plantsoen monument                                        |                     | Langenboomseweg (bij de brug over het Defensiekanaal)                                                                                         | Mill        | steen          |            |
|           | De Millse maaier                                                 | Niek van Leest      | hoek van de Kerkstraat en de Burgemeester Verstraatenlaan (voor de kerk)                                                                      | Mill        | brons          |            |
|           | Aanzien doet gedenken                                            | onbekend            | Dominicanenstraat (op het plein voor de Heilige Familie kerk)                                                                                 | Langenboom  | steen          |            |
|           | Spoorwegmonument                                                 | onbekend            | Spoordijk | Mill        | staal          |            |
|           | onbekend                                                         | onbekend            | Schoolstraat (op de hoek met de Pastoor Maasstraat, bij de basisschool De Straethof) (niet meer aanwezig)                                     | Mill        |                |            |
|           | onbekend                                                         | onbekend            | Dominicanenstraat (voor basisschool 't Stekske)                                                                                               | Langenboom  |                |            |
|           | onbekend                                                         | onbekend            | Leeuwerikstraat (op de muur van basisschool LenS - locatie De Leeuwerik)                                                                      | Mill        |                |            |